# Río Nepoko
El río Nepoko (en francés: Rivière Nepoko) es un río de la República Democrática del Congo. Se une al río Ituri en la localidad de Bomili para formar el río Aruwimi.
El río separa diferentes grupos étnicos del Pueblo Budu en el Territorio Wamba, que hablan distintos dialectos, ubicados al oeste de Ibambi y al este de Wamba, aunque se consideran un único pueblo.  El río divide la Diócesis de Wamba en dos.  Discurre a través de la Reserva de fauna de okapis.  Sus afluentes meridionales incluyen los ríos Uala, Afande, Mambo y Ngaue. 
El explorador Wilhelm Junker llegó al río el 6 de mayo de 1882. Lo describió como de unos cien metros de ancho en bajamar. Los bancos parcialmente rocosos, de más de treinta pies de altura, retrocedieron para formar márgenes planos de cincuenta a sesenta pies de ancho que se inundaron con el agua alta.  En la época colonial, operaba a través del río un transbordador de automóviles, aunque no siempre podía hacer sus servicios, impedidos por la marea baja. Consistía en una serie de canoas amarradas lateralmente y cubiertas con una plataforma de madera, y era arrastrada a través del río por un cable. 